# Águas Santas (Póvoa de Lanhoso)
Águas Santas is een plaats (freguesia) in de Portugese gemeente Póvoa de Lanhoso en telt 386 inwoners (2001).